# Баренцбург
Вижте пояснителната страница за други значения на Баренц.
Баренцбург (на норвежки: Barentsburg; на руски: Баренцбург) е град на остров Шпицберген, архипелага Свалбард (Шпицберген), Норвегия.
С население от 500 души, главно руснаци и украинци, се нарежда на 2-ро място сред селищата в Свалбард. Съветската (днес руска) компания „Арктикугол“ експлоатира въглищните мини в региона след 1932 г.

## История
Първите руски заселници в Шпицберген са поморите, които посещават архипелага още през 11-12 век. Но първото руско постоянно селище – Баренцбург – е създадено едва през 1920 г. Въпреки че свалбардският архипелаг се намира под норвежка власт, договорът за неговия статут (Шпицбергенски договор от 1920 г.) предоставя на гражданите му от различни страни равни права по икономическата експлоатация на природните му ресурси. Днес само Русия, заедно със самата Норвегия, поддържа все още икономическите си позиции. В Баренцбург има руско консулство.

## Икономика
Главната икономическа дейност в региона – добиването на въглища – се извършва от руската компания „Арктикугол“ (в превод: „Арктически въглища“), която също така прави опити за развитие на туризма. Разстоянието между Лонгирбюен и Баренцбург е 55 км и, макар че между тях няма шосе, е възможно да се стигне с вертолет. Връзката с Русия се осъществява чрез пощенските самолети от летище Лонгирбюен. На баренцбургската шахта действа най-северната в света железница с малък участък на повърхността. През октомври 2012 г. в Баренцбург, с помощта на българската фирма „Астро-терм“ ООД и специалисти от Трявна, белгийската компания „Бел Алфа Форум“ пуска в експлоатация най-северната минипивоварна в света.